# (25229) Karenkitt
(25229) Karenkitt est un astéroïde de la ceinture principale.

## Description
(25229) Karenkitt est un astéroïde de la ceinture principale. Il fut découvert le 10 octobre 1998 à la station Anderson Mesa par le programme LONEOS. Il présente une orbite caractérisée par un demi-grand axe de 2,55 UA, une excentricité de 0,14 et une inclinaison de 2,1° par rapport à l'écliptique.

## Compléments